# The Brother/Sister Plays
The Brother/Sister Plays è una trilogia teatrale del drammaturgo e sceneggiatore statunitense Tarell Alvin McCraney, composta dai drammi In The Red and Brown Water, The Brothers Size e Marcus; Or the Secret of Sweet. McCraney scrisse le tre opere teatrali mentre studiava drammaturgia a Yale e l'autore le definisce un trittico su delle relazioni interconnesse e sulle loro complessità. I drammi debuttarono singolarmente e separatamente tra il 2007 ed il 2009, anno in cui poi furono portate insieme in scena come una trilogia compiuta per la prima volta a New York, con il titolo di The Brother/Sister Plays. La trilogia vede come protagonisti una comunità afroamericana di discendenza Yoruba che vive nei pressi del Bayou in Louisiana.

## In The Red and Brown Water

### Trama
Oya è una giovane donna con uno straordinario talento per la corsa, ma rinuncia alla borsa di studio per l'università statale per restare a casa ad occuparsi della madre morente. Rimasta senza sogni e senza aspirazioni, Oya si concentra allora sulla propria vita sentimentale, dove è contesa tra due ragazzi locali, Ogun e Shango. Ogun è un brav'uomo che l'adora, lavora sodo ed è balbuziente, mentre Shango è un irresistibile classico "cattivo ragazzo". Oya intraprende una relazione con il secondo, che però si arruola e va a combattere in medioriento. Rimasta sola, Oya va a vivere con Ogun. Quando un vecchio amico, Elegba, viene a trovarla e le svela che presto diventerà padre, Oya realizza di non poter rimanere incinta e scaccia Ogun quando Shango ritorno dalla guerra. Ma Shango ha messo incinta un'altra ragazza, Shun, il che fa spofondare la protagonista in una spirale di dolore per la sua incapacità di far sì che l'uomo che ama ricambi i suoi sentimenti, ma anche perché non riesce a svolgere il ruolo di madre che la società si aspetta da lei. Resa folle dal dolore, Oya si amputa le orecchie per dimostrare il suo amore per Shango.

### Storia delle rappresentazioni
In The Red and Brown Water, la prima opera della trilogia, fu in realtà la seconda ad essere stata scritta da McCraney, che aveva già terminato la scrittura di The Brothers Size. La pièce esordì all'Alliance Theatre di Atlanta nel febbraio 2008, per la regia di Tina Landau. Il cast annoverava: Kianné Muschett (Oya), Jon Michael Hill (Elegba), André Holland (Ogun Size), Chinai J. Hardy (Mama Moja), Sharisa Whatley (Nia), Heather Alicia Simms (zia Elegua), Carra Petterson (Shun), Rodrick Convington (Shango) e Will Cobbs (Egungun). Nell'ottobre dello stesso anno il dramma fece il suo debutto londinese al Young Vic, per la regia di Walter Meierjohann e con Ony Uhiara, Javone Prince e Ashley Walters nei ruoli dei protagonisti del triangolo amoroso. La produzione londinese ricevette critiche tiepide, che considerarono il dramma inferiore a The Brothers Size (debuttato con successo a Londra la stagione precedente), pur lodando il cast e la messa in scena. Nel gennaio del 2010 la pièce andò in scena anche a Washington.

## The Brothers Size

### Trama
Ambientate alcuni anni dopo In The Red and Brown Water, la pièce si concentra sulla relazione dei due fratelli Size, Ogun e Oshoosi. Ogun è un gran lavoratore, al contrario del suo fratello minore Oshoosi, recentemente rilasciato dopo aver scontato alcuni anni in prigione. Ogun vuole raddrizzare il fratello per fare in modo che il ragazzo non abbia più guai con la legge, ma tutto ciò che Oshoosi vuole dalla vita è una macchina con cui fuggire via, lontano da tutto. Ma le ambizioni di Ogun per il fratello vanno in frantumi quando Oshoosi viene ricontattato da Elegba, un suo compagno di prigione e amante, che vuole solo divertirsi. Elegba sembra realizzare il sogno di Oshoosi e gli compra una macchina, ma quando i due escono insieme per provarla Elegba non dice all'amico che la sua borsa è piena di cocaina da vendere. I due vengono fermati dalla polizia, Oshoosi riesce a evitare l'arresto correndo a casa dal fratello. Ogun, deluso ma sempre protettivo, dà a Oshoosi le chiavi del pick up e gli ordina di fuggire via: quando la polizia verrà a interrogarlo circa il fratello, Ogun negherà di avere avuto contatti con lui dopo il rilascio di prigione, così che Oshoosi possa fuggire in Messico senza ostacoli.

### Storia delle rappresentazioni
The Brothers Size ha fatto il suo esordio mondiale al Public Theater di New York, nell'Off Broadway, il 7 novembre 2007 ed è rimasto in cartellone fino al 23 dicembre dello stesso anno. Tea Alagic curava la regia, mentre il cast era composto da Brian Tyree Henry (Oshoosi), Gilbert Owuor (Ogun) ed Elliot Villar (Elegba). Il dramma fu candidato al Lucille Lortel Award per la migliore nuova opera teatrale, oltre a ricevere recensioni estremamente positive da testate quali il New York Times. Pochi giorni dopo il debutto newyorchese, The Brothers Size debuttava a Londra il 14 novembre del 2007, per la regia di Bijan Sheibani. La pièce ottenne un ottimo successo di critica, tanto da essere candidata al Laurence Olivier Award, e le maggiori testate giornalistiche britanniche lodarono la messa in scena e le interpretazioni del cast, oltre ad apprezzare il testo steso. La produzione di Sheibani fu brevemente riproposta al Young Vic per una stagione limitata dal 19 gennaio al 13 febbraio 2018, ricevendo nuovamente recensioni molto positive. In occasione del revival i tre protagonisti furono interpretati da Sope Dirisu (Ogun), Jonathan Ajayi (Oshoosi) ed Anthony Welsh (Elegba).

## Marcus; Or the Secret of Sweet

### Trama
Marcus, il figlio di Elegba (morto in prigione) e Oba, è un ragazzo intelligente ed effeminato, che tutti sospettano essere omosessuale ("sweet", nello slang locale). La notte prima del funerale di Shango, il padre della sua migliore amica Osha, Marcus sogna Oshoosi Size che si erge dalla acque con un messaggio. Senza riuscire a confidare né alla madre, né alle amiche Osha e Shaunta Iyun la propria omosessualità, Marcus cerca delle risposte sul padre che non ha mai conosciuto, cercando di scoprire cosa legasse Elegba ad Oshoosi, ma anche se il genitore fosse "sweet" come lui. Le sue domande vengono accolte con ostilità dalla vecchia Elegua, zia dei fratelli Size, ma Marcus trova comprensione e aiuto in Ogun, che non vede Oshoosi da quando fuggì per il Messico anni prima. Ogun gli rivela che il fratello ed Elegba erano inseparabili e che la loro relazione era probabilmente di natura sessuale. Mentre la comunità si prepara a fronteggiare l'Uragano Katrina, Marcus ha una prima esperienza sessuale con Shua, un ragazzo del Bronx a cui pratica sesso orale, ma che riesce poi a colpire e mettere in fuga quando il Shua tenterà a violentarlo dopo essere stato anche con Osha. Riappacificatosi con le amiche e con se stesso circa il proprio orientamento sessuale, Marcus racconta il proprio sogno ad Ogun, che capisce che l'amatissimo fratello è morto.

### Storia delle rappresentazioni
Marcus; Or the Secret of Sweet ha fatto il suo debutto sulle scene nel maggio 2009, al McCarter Theatre di Princeton, New Jersey. Robert O'Hara curava la regia, mentre il cast comprendeva: Alano Miller (Marcus), Kianné Muschett (Osha), Nikiya Mathis (Shaunta Uyun), Samuel Ray Gates (Shua) e Brian Tyree Henry (Oshoosi). La prima fu accolta positivamente dalla critica locale, che definì la pièce tesa e commovente. Il debutto newyorchese avvenne il 15 novembre dello stesso anno, quando l'intera trilogia fu portata finalmente in scena al New York City Center Stage II, con André Holland che recitava in repertorio il ruolo dell'eponimo protagonista in Marcus e quello del padre Elegba da giovane in The Brothers Size. La pièce fu candidata al Drama League Award alla migliore opera teatrale.Marcus; Or the Secret of Sweet è stato successivamente allestito anche dall'American Repertory Theatre di San Francisco nel 2010 e dal Guthrie Theatre di Minneapolis nel 2014.

## Influenze yoruba
Le tre opere teatrali sono profondamente influenzate dalla cultura yoruba, originaria della Nigeria ma portata negli Stati Uniti con la tratta degli schiavi. La religione si basa sul culto di molteplici divinità note come Orisha, che danno il nome a diversi dei personaggi della trilogia. La protagonista di In The Red and Brown Water, per esempio, prende il nome da Oyá, dea del vento e del cambiamento. Elegba prende il nome dall'Orisha degli incroci e delle decisioni, mentre Shun prende il nome da Oshun, la dea dell'amore. Anche i fratelli Size hanno nomi di matrice yoruba: Ogun è il dio-fabbro della lavorazione del ferro, mentre Oshoosi è la divinità della caccia che rappresenta la fatica umana per la sopravvivenza.